# Land's End
För andra betydelser, se Land's End (olika betydelser).
Land's End (korniska: Penn an Wlas) är en landtunga på halvön Penwith, i närheten av Penzance i Cornwall, England, Storbritannien. Land's Ends yttersta ände är det engelska fastlandets västligaste punkt, vid 5 grader 44 minuter västlig longitud.
Det engelska namnet på landtungan kan jämföras med Finistère (franskt departement och den västligaste landsdelen) och Kap Finisterre (en av Iberiska halvöns västligaste punkter). Alla tre namnen betyder 'landets ände'.